# Suarius vartianae
Suarius vartianae is een insect uit de familie van de gaasvliegen (Chrysopidae), die tot de orde netvleugeligen (Neuroptera) behoort. 
Suarius vartianae is voor het eerst wetenschappelijk beschreven door Hölzel in 1967.